# Punta Gorda (Montevideo)
Punta Gorda és un barri al sud-est de Montevideo, Uruguai que limita amb els de Malvín a l'oest, Las Canteras al nord-oest, Carrasco Norte i Carrasco al nord-est i la costa riuplatenca al sud. Pren el seu nom del promontori de Punta Gorda, sobre el qual, una plaça i parc, Plaça de l'Armada (abans coneguda com a Plaza Virgilio) és un punt turístic. Un altre punt destacat és el Molí de Pérez, actualment un centre cultural. L'avinguda costanera sobre Punta Gorda pren els noms de Rambla O'Higgins i Rambla República de Mèxic, sobre la qual es troben la Playa de los Ingleses i la Playa Verde. Segons dades del cens de 2005, té una població aproximada de 14.519 habitants.